# 杨燕迪
杨燕迪（1963年5月18日—），男，汉族，祖籍四川达州，生于青海西宁，中国音乐学家、音乐批评家、音乐翻译家，曾任上海音乐学院副院长，中国音乐家协会理事。